# Moon Buggy (James Bond)

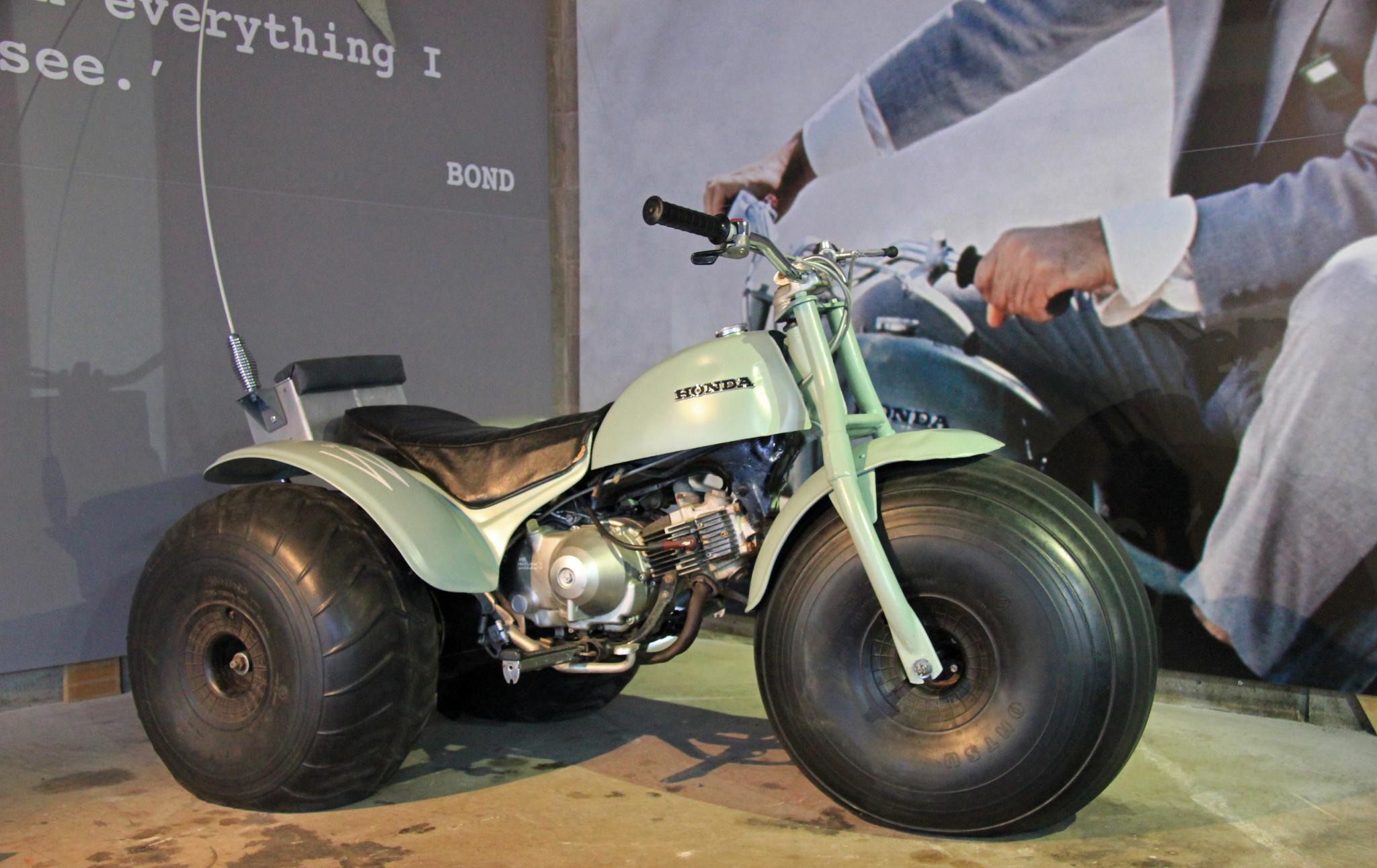
Trójkołowy motocykl terenowy Honda ATC 90 użyty w filmie przez ochronę ścigającą Bonda w pojeździe księżycowym

Moon Buggy – fikcyjny pojazd kołowy z filmu Diamenty są wieczne (1971), o przygodach brytyjskiego agenta Jamesa Bonda. 
Moon Buggy to eksperymentalny jednoosobowy pojazd testowy, który był przechowywany w centrum kosmicznym Willarda Whyte’a jako przyszły pojazd dla astronautów na Księżycu. Posiada cztery duże koła terenowe, dwie przednie lampy oświetleniowe, dwa ramiona zakończone chwytakami do pobierania próbek gleby, obracającą się antenę radarową i szklany kokpit. Kierowanie pojazdem odbywa się za pomocą drążka sterowniczego.
Autorem koncepcji pojazdu był brytyjski scenograf Ken Adam, wykonaniem zajął się amerykański projektant samochodów Dean Jeffries.

## Udział w filmie
Brytyjski agent James Bond zakradł się do centrum kosmicznego Willarda Whyte’a znajdującego się na pustyni w Nevadzie, podszywając się pod technika Klausa Hergersheimera, ale został zdemaskowany i musiał uciekać przed ochroną. Trafił do miejsca imitującego powierzchnię Księżyca gdzie właśnie odbywał się trening dwóch astronautów. Ochrona zauważyła Bonda, który wskoczył do pojazdu i z impetem wyjechał z obiektu skutecznie uciekając przed ochroną ścigającą go trzema samochodami Ford Custom 500 i motocyklami terenowymi Honda ATC 90.
W scenariuszu który otrzymał konstruktor pojazdu była mowa o tym że Moon Buggy po wyjeździe z obiektu treningowego miał zjechać z drogi serwisowej i wjechać na autostradę. Jednak gdy reżyser filmu Guy Hamilton obejrzał plan zdjęciowy, postanowił, że Moon Buggy będzie uciekał po kamienistym pustynnym terenie. Stanowiło to wyzwanie dla pojazdu bowiem konstruktor Dean Jeffries stworzył delikatne zawieszenie które na tak wyboistym terenie co chwilę się rozpadało. W jednej ze scen ucieczki widać urwane koło toczące się przed kamerą należące do pojazdu. 

## Po filmie
Na początku lat 90. XX wieku fani filmów o agencie 007 odnaleźli pordzewiały pojazd na polu w angielskim hrabstwie Kent i odrestaurowali go w 1993. W 2004 Moon Buggy został sprzedany w domu aukcyjnym Christie’s za kwotę 23 tysięcy funtów szterlingów i trafił do Planet Hollywood Resort and Casino w Las Vegas.